# Robert Dohme
Robert Dohme (né le 17 juin 1845 à Berlin et mort le 8 novembre 1893 à Constance) est un historien de l'art, bibliothécaire et directeur de musée prussien.

## Biographie
Robert Dohme est le fils du fonctionnaire de la cour prussienne Robert Dohme (de) (1817-1896). Comme le futur marchand d'art berlinois Rudolph Lepke (de), il grandit dans ce qui était alors connu comme l'ancien palais royal, le palais du Kronprinz, qui abritait à l'époque les appartements officiels des fonctionnaires de la cour. En 1864, il entre au bureau de construction du palais en tant que stagiaire en construction et étudie à l'université de Berlin et en même temps à l'académie d'architecture de Berlin à partir de 1865. Après que Dohme a obtenu son doctorat en 1868 à l'université de Göttingen avec une thèse sur l'architecture de l'ordre cistercien, il se rend à Rome durant l'hiver 1869-1870 pour poursuivre ses études. En 1871, Guillaume Ier le nomme provisoirement, en 1873 définitivement, directeur de la bibliothèque de la maison royale à Berlin, en 1878, parallèlement, assistant directeur et en 1883, directeur titulaire à la Galerie nationale de Berlin en 1883, poste qu'il quitte en 1884, puis directeur des collections d'art de la Prusse maison royale sous l'empereur Frédéric III. En 1888, il devient directeur de l'actuel Oberhofmarschallamt avec le titre de conseiller privé. Après sa mort, il est remplacé et il fallut lui trouver une nouvelle affectation. C'est ainsi qu'en 1891, il devient provisoirement, puis définitivement en 1893, premier secrétaire permanent de l'Académie royale des arts de Berlin.
Robert Dohme est mort en 1893 à l'âge de 48 ans à Constance. Sa tombe est au cimetière I de Jérusalem et de la nouvelle église de Berlin-Kreuzberg (terrain 3/2). L'architecte Ernst von Ihne conçoit le complexe funéraire représentatif en granit noir avec deux stèles funéraires dont les médaillons de portrait ont été perdus. Par décision du Sénat de Berlin, le lieu de sépulture est dédié comme tombe d'honneur de Berlin depuis 1978. La consécration est renouvelée en 1999.

## Publications (sélection)
- Les églises de l'ordre cistercien en Allemagne. Leipzig 1869
- Le palais royal de Berlin. Berlin 1876
- Architecture baroque et rococo . Berlin 1884 et suiv.
- L'architecte princier de Paul Decker . Berlin 1885
- Histoire de l'architecture allemande. Berlin 1887

Dohme a édité la compilation
- Kunst und Künstler des Mittelalters und der Neuzeit. Leipzig 1875–85